# Орджа
Орджа (груз. ორჯა) — село в Грузії.
За даними перепису населення 2014 року в селі проживає 519 осіб.